# Ansbach
Ansbach (hasta el siglo XVII era conocida como Onolzbach) es una pequeña ciudad alemana (40.000 habitantes aproximadamente), perteneciente al distrito de Ansbach, en Baviera. Es la capital de la comarca de Franconia Media.

## Geografía
La ciudad está ubicada a 40 km del suroeste de Núremberg a orillas del río Rezat Franconio, en las coordenadas geográficas siguientes:
- Latitud: 49° 18′ N
- Longitud: 10° 35′ E
- Altitud: 409 m s. n. m.

### Clima
| Parámetros climáticos promedio de Ansbach | Parámetros climáticos promedio de Ansbach | Parámetros climáticos promedio de Ansbach | Parámetros climáticos promedio de Ansbach | Parámetros climáticos promedio de Ansbach | Parámetros climáticos promedio de Ansbach | Parámetros climáticos promedio de Ansbach | Parámetros climáticos promedio de Ansbach | Parámetros climáticos promedio de Ansbach | Parámetros climáticos promedio de Ansbach | Parámetros climáticos promedio de Ansbach | Parámetros climáticos promedio de Ansbach | Parámetros climáticos promedio de Ansbach | Parámetros climáticos promedio de Ansbach |
| Mes                                       | Ene.                                      | Feb.                                      | Mar.                                      | Abr.                                      | May.                                      | Jun.                                      | Jul.                                      | Ago.                                      | Sep.                                      | Oct.                                      | Nov.                                      | Dic.                                      | Anual                                     |
| ----------------------------------------- | ----------------------------------------- | ----------------------------------------- | ----------------------------------------- | ----------------------------------------- | ----------------------------------------- | ----------------------------------------- | ----------------------------------------- | ----------------------------------------- | ----------------------------------------- | ----------------------------------------- | ----------------------------------------- | ----------------------------------------- | ----------------------------------------- |
| Temp. máx. media (°C)                     | 0.6                                       | 2.8                                       | 7.2                                       | 11.7                                      | 16.7                                      | 19.4                                      | 21.7                                      | 21.7                                      | 18.3                                      | 12.8                                      | 5.6                                       | 2.2                                       | 11.7                                      |
| Temp. mín. media (°C)                     | -2.8                                      | -2.2                                      | 0.6                                       | 3.3                                       | 7.8                                       | 11.1                                      | 12.8                                      | 12.8                                      | 9.4                                       | 5.6                                       | 1.1                                       | -1.1                                      | 4.9                                       |
| Precipitación total (mm)                  | 38.1                                      | 38.1                                      | 33                                        | 30.5                                      | 58.4                                      | 61                                        | 66                                        | 94                                        | 45.7                                      | 50.8                                      | 30.5                                      | 55.9                                      | 602                                       |
| Fuente: Weatherbase                       |                                           |                                           |                                           |                                           |                                           |                                           |                                           |                                           |                                           |                                           |                                           |                                           |                                           |

## Historia
El origen de la ciudad tal vez sea un monasterio benedictino fundado en la zona el año 748 por un noble francón denominado Gumberto, que fue posteriormente canonizado. En los siglos siguientes fue creciendo alrededor del monasterio un pequeño pueblo, denominado Onoldsbach, que llegó a ser el actual Ansbach (nombre que aparece por primera vez en un escrito de 1221).
En 1792 Ansbach fue anexionada por los Hohenzollern de Prusia. En 1796 el duque de Zweibrücken, Maximiliano José, quien sería posteriormente el rey de Baviera Maximiliano I. José, se exilió en Ansbach y después fue capturado por los franceses.
En Ansbach Maximilian von Montgelas escribió un proyecto sobre la futura organización política de Baviera, memoria que se conoce como la "Ansbacher Mémoire". En 1806 Prusia cede Ansbach y sus condados a Baviera como intercambio del condado de Berg.
Tras la Segunda Guerra Mundial esta ciudad fue la sede de una importante unidad de las US-Forces en Alemania.
El 24 de julio de 2016 el Atentado de Ansbach tuvo lugar.

## Cultura

### Museos
- Markgrafen-Museum. Precioso museo donde se pueden ver algunos de los objetos asociados con la historia de la ciudad, así como exposicíones acerca de la cerámica de la zona y de trajes regionales.

### Monumentos y lugares de interés turístico

Vista de la Residencia de Ansbach

- La Residencia de los margraves de Brandebourg-Ansbach, castillo palaciego reconstruido a finales del siglo XVII en estilo barroco.
- La orangerie en los jardines de la residencia.
- Jägerndorfer Heimatstuben.
- Iglesia de San Gumberto (siglo XV)
- Iglesia de San Juan (siglo XV)
- Iglesia de San Luis
- Torre de Herrieder
- Edificios de Leopoldo Retti
- la sinagoga
- Casa monumento a Kaspar Hauser.
- Torre de comunicaciones (altura: 137,5 m)

## Política

### Ciudades hermanadas
- Desde el 17 de julio de 1968 con Anglet en Francia.
- Con Bay City en Estados Unidos desde 1960.
- En 2004 con Jing Jiang en China.

## Armas de la ciudad
El escudo de la ciudad es un conjunto de tres peces sobre un fondo verde; se desconocen los orígenes de este escudo. 

## Personalidades de la ciudad
- Hans Meiser, Obispo evangélico
- Walter Brandmüller, Cardenal Presidente emérito del Pontificio Comité de Ciencias Históricas
- Renate Ackermann, política
- Albrecht von Brandenburg-Preußen, primer conde de Prusia
- Ernst von Bandel, pintor
- Ludwig Ernst von Benkendorf, general sajón
- Marcus Elieser Bloch, ictiólogo
- Albrecht Alcibiades von Brandenburg-Kulmbach, Margrave de Brandeburgo-Kulmbach
- Karl Alexander von Brandenburg-Ansbach, Margrave de Brandeburgo-Ansbach y Brandeburgo-Bayreuth
- Krafft von Crailsheim, político de Baviera
- Johann Friedrich Freiherr von Cronegk, poeta
- Theodor Escherich, pediatra y bacteriólogo
- Hermann Fegelein, militar
- Georg Friedrich (Brandenburg-Ansbach), Margrave de Brandeburgo-Ansbach y Brandeburgo-Bayreuth
- Friedrich Güll, poeta
- Gustav Ritter von Meyer, magistrado y ciudadano honorario de Bayreuth
- Herbert Hechtel, compositor
- Ferdinand Herbst, teólogo evangélico
- Fritz Hommel, orientalista
- Peter Moosleitner, periodista
- Karl Ferdinand Friedrich von Nagler, director general de Correos
- August Graf von Platen, poeta
- Friedrich Julius Heinrich von Soden, escritor
- Georg Ernst Stahl, químico
- Johann Peter Uz, poeta
- Georg Volkert, futbollista
- Max Westenhofer, patologo profesor the la Universidad de Berlín y la Universidad de Chile.  Propuso la hipótesis del simio acuático
- Georg Simon Winter von Adlersflügel, escritor
- Christian Wurm, Comisario de Policía en Núremberg desde 1806 hasta 1818
- Sebastian Schwager, ciclista
- Ansbach fue la ciudad donde residió el astrónomo Simon Marius, que observó las lunas de Júpiter desde la torre del castillo de la ciudad. Posteriormente entró en disputa con el verdadero descubridor Galileo Galilei.